# 万峰林
兴义万峰林位于贵州省黔西南布依族苗族自治州兴义市，地处滇、桂、黔三省区结合部，长200多公里，宽30-50公里，国家AAAAA级风景名胜区，为中国西南三大喀斯特地貌之一。
明代大旅行家徐霞客曾称誉万峰林：“天下山峰何其多，唯有此处峰成林”。

## 历史沿革
2004年，万峰林被评为“国家地质公园”。
2008年，经全国旅游景区质量等级评定委员会评定，万峰林被批准为国家AAAA级风景名胜区。
|                          | 粤西之山有纯石者，有间石者，各自分行独挺，不相混杂。滇南之山，皆土峰缭绕，间有缀石，亦十不一二，故环洼为多。黔南之山，则界于二者之间，独以逼耸见奇。 |
| ——徐霞客，《徐霞客游记》 | |

## 主要景点

### 八卦田
万峰林八卦田是一片天然形成的八卦田，